# موتواوا
موتواوا (لهستانی: Motława) رودی در سرزمین پومرلیا در کشور لهستان است.این رود ۶۴٬۷ کیلومتر مربع طول دارد.شهر گدانسک در دهانه این رود واقع شده است.
نام رود از زبان پروسی باستان مشتق شده است.رود در زبان آلمانی موتلاو خوانده می‌شود.